# 1931年10月11日日食
1931年10月11日日食是一次日偏食，發生於1931年10月11日（國際日期變更線以西的南极洲一小部分為10月12日）。新月當天（即朔日），地球上觀測到月球和太阳的角距離極小，此時月球如果恰好在月球交點附近，穿過太阳和地球之間，與地球、太阳接近一直線，則會出現日食。由於月球偏北或偏南，本影及偽本影從地球以北或以南經過而未接觸地表，只有半影覆蓋了地球北端或南端部分區域，形成日偏食。此次日偏食月球偏南，出現在南美洲中南部和南极洲的部分地區。

## 日食概況

### 出現區域
本次日偏食可在南美洲中南部及南极洲靠近南美洲的約三分之二看到。其中南美洲均在10月11日看到日食，而南极洲無確定使用的时区，或在10月11日，或在10月12日，部分處於極晝的地區從10月11日深夜持續到10月12日凌晨。

### 基本參數
- 類型：日偏食
- 食分最大處（位於南极洲馬厄島以北約1300公里的南太平洋）資料：
  - 時間：1931年10月11日12:55:16
  - 地點：61°12′S 119°30′W / 61.2°S 119.5°W
  - 食分：0.9005（日食帶內最大）[3]

## 相關的日食

### 1928-1931年的日食
月球交替位於相對的月球交點時，以半個交點年（食年），即約177天又4小時間隔出現下列日食。
註：1928年6月17日的日偏食屬於上一組交點年系列。1931年9月12日的日偏食屬於下一組交點年系列。
| 升交點   | 升交點                   |          | 降交點                    | 降交點 |
| 沙羅周期 | 地圖                     | 沙羅周期 | 地圖                      |        |
| 117      | 1928年5月19日 全食       | 122      | 1928年11月12日 偏食（北） |        |
| 127      | 1929年5月9日 全食        | 132      | 1929年11月1日 環食        |        |
| 137      | 1930年4月28日 全環食     | 142      | 1930年10月21日 全食       |        |
| 147      | 1931年4月18日 偏食（北） | 152      | 1931年10月11日 偏食（南） |        |

### 沙羅周期
沙羅周期長度為18年11天。本次日食屬於沙羅周期152，共包含70次日食，依次為1805年7月26日至1949年10月21日的9次日偏食、1967年11月2日至2490年9月14日的30次日全食、2508年9月26日至2544年10月17日的3次全環食（亦稱混合食）、2562年10月29日至2923年6月5日的22次日環食、2941年6月16日至3049年8月20日的6次日偏食，總共歷時1244.08年。其中最長的全食發生於2328年6月9日，共持續5分16秒。
下表列舉了1901年至2100年間發生的屬於該周期的11次日食，是第7至17次：
| 7             | 8              | 9              |
| ------------- | -------------- | -------------- |
| 1913年9月30日 | 1931年10月11日 | 1949年10月21日 |
| 10            | 11             | 12             |
| 1967年11月2日 | 1985年11月12日 | 2003年11月23日 |
| 13            | 14             | 15             |
| 2021年12月4日 | 2039年12月15日 | 2057年12月26日 |
| 16            | 17             |                |
| 2076年1月6日  | 2094年1月16日  |                |

## 資料來源
1. ↑  樊忠玉. . 中国天文科普网.   [2016-03-30]. （原始内容存档于2014-09-17）.
2. ↑  Fred Espenak. . NASA Eclipse Web Site.   [2016-03-30]. （原始内容存档于2020-10-23）.（英文）
3. ↑  Fred Espenak. . NASA Eclipse Web Site.   [2016-03-30]. （原始内容存档于2020-10-28）.（英文）
4. ↑  Fred Espenak. . NASA Eclipse Web Site.（英文）

## 外部連結
- NASA日食專頁（页面存档备份，存于）（英文）
- 可見區域圖和時間統計：由弗雷德·埃斯佩納克做出的日食預報，NASA/GSFC
  - 貝塞爾元素

| \| \| 日食 \|                             |                               |                                          |
| 上一次日食： 1931年9月12日日食 （日偏食） | 1931年10月11日日食 （日偏食） | 下一次日食： 1932年3月7日日食 （日環食） |
| 上一次日偏食： 1931年9月12日日食          | 1931年10月11日日食 （日偏食） | 下一次日偏食： 1935年1月5日日食          |
|                                           | 日食                          |                                          |